# José Joaquín Ormazábal Fernández
José Joaquín Ormazábal Fernández (Zumárraga, 1967) abogado, político y activista de los Derechos Humanos del colectivo LGBT en Castilla-La Mancha.

## Biografía
Licenciado en Derecho y en Ciencias Políticas y Sociología, fue elegido alcalde de Yebes y Ciudad Valdeluz por UPyD. Activista de los Derechos Humanos del colectivo LGBT, fue cofundador de WADO, primera asociación autonómica del colectivo en Castilla-La Mancha y declaró a Yebes primer municipio libre de homofobia de la Provincia de Guadalajara.
Durante su mandato, Yebes experimentó el mayor crecimiento en habitantes de un municipio en la historia de España según el INE y fue el municipio económicamente más saneado según Ministerio de Hacienda, a pesar de protagonizar el paradigma de la burbuja inmobiliaria española con el caso de Ciudad Valdeluz; recalificación urbanística junto a la Estación de Guadalajara-Yebes en la que es señalada la familia política de Esperanza Aguirre.
Destaca en el período la puesta en valor centro de interpretación del Centro Astronómico de Yebes que conmemora el descubrimiento del primer asteroide descubierto en España (4661) Yebes, la petición de declaración de Bien de Interés Cultural de la Posición Saldón, bunker del IV Ejército de la II República en el Sanatorio de Alcohete bajo el mando de Cipriano Mera y la recuperación del Bosque de Valdenazar.